# 單層柱狀上皮
單層柱狀上皮與單層立方上皮類似，只不過細胞高度較高，且在與基底膜成直角的切面排列。細胞的高度由矮柱狀至高柱狀不等、乃決定於其所在的位置和/或功能活性的程度。細胞核爲長條狀，通常位在底部、中央或有時位頂端，此即所謂的極性。單層柱狀上皮最常出現在具高度吸收作用的表面，如小腸中，許多稱做微絨毛的微小指狀突，其可大舉增加吸收界面處的表面積。但它也會構成具高度分泌作用的表面內襯，如在胃中。

## 單層纖毛柱狀上皮
傳統上將這類的單層柱狀上皮獨立出來描述，因爲絕大部份這種細胞的表面上都具有稱做纖毛的特化構造。在纖毛細胞之間散佈著無纖毛細胞，它們通常具有分泌的功能。
纖毛比微絨毛長許多，所以在光學顯微鏡下可以看得見。每根纖毛是由細胞膜的指狀突起所構成，而其細胞質內含有特化之運動性細胞骨架。每個細胞可能具有多達300根纖毛，當許多細胞的纖毛同時作用時，便產生類似波浪的運動而將液體或小顆粒推過上皮的表面。單層纖毛柱狀上皮在人類很少見，只出現在氣管、副鼻竇、脊髓中央管、輸卵管、子宮當中。
輸卵管是被單層纖毛柱狀上皮覆蓋的許多皺褶中的一個。其中數量最多的細胞是高柱狀具纖毛的細胞，其長形的細胞核位在細胞靠近管腔的表面。數量較少、被染成藍色的細胞具有位細胞核，其不具有纖毛且具分泌功能。纖毛的作用可使卵由卵巢往子宮的方向移動。

## 其他圖片

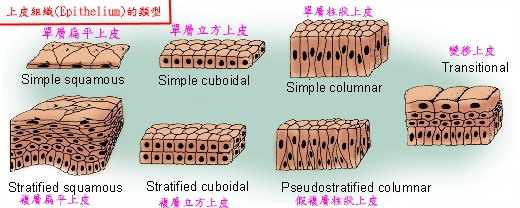
各種上皮細胞類型。
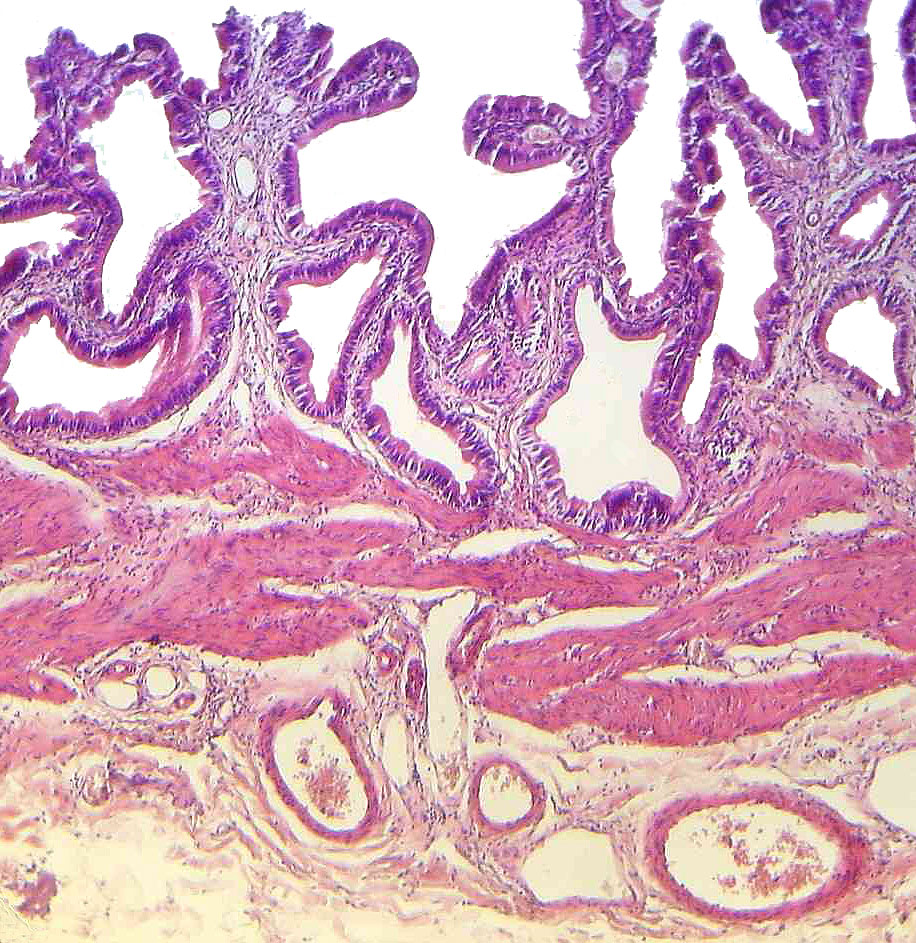
組織學中的膽囊。
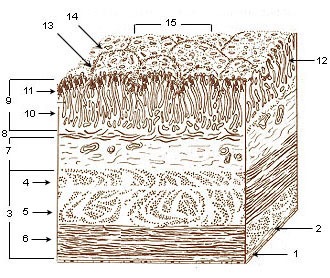
胃的各層。
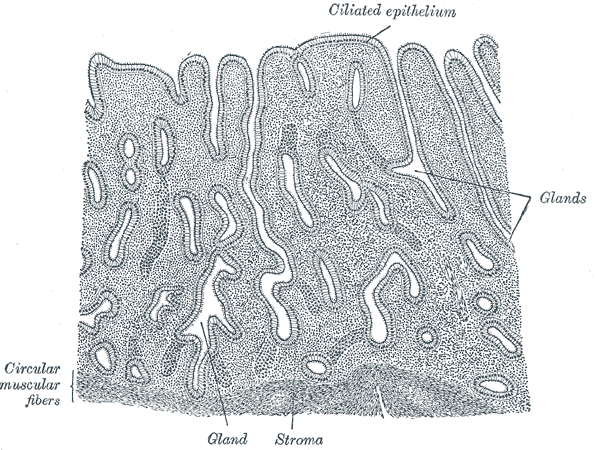
人類子宮的黏膜垂直切面。
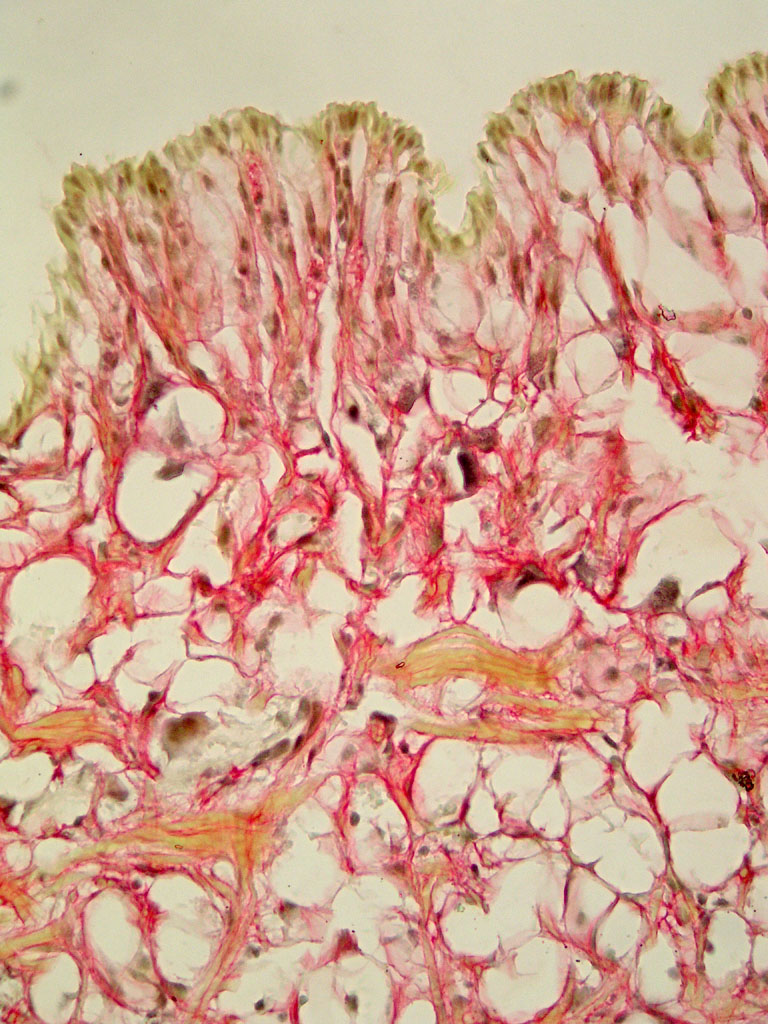
蛞蝓的皮膚切片。